# Waldemar Pabst
Waldemar Pabst (Berlín, 24 de diciembre de 1880 - Düsseldorf, 29 de mayo de 1970) fue un soldado alemán y activista político, involucrado en la extrema derecha y el movimiento anticomunista tanto en Alemania como en Austria. Ganó notoriedad por haber ordenado las ejecuciones de Karl Liebknecht y Rosa Luxemburgo en 1919.

## Origen y primeras actividades
Nació en Berlín el 24 de diciembre de 1880. Se convirtió en oficial del Ejército en 1899. Durante la Primera Guerra Mundial, sirvió en el Estado Mayor.

## Actividad paramilitar en Alemania
En la posguerra, tuvo un papel crucial en el aplastamiento del Levantamiento Espartaquista de enero de 1919: su unidad fue la que asesinó a los dirigentes comunistas Rosa Luxemburgo y Karl Liebknecht. En marzo de 1920, participó en el golpe de Kapp. Fracasado el golpe y buscado por las autoridades, tuvo que exiliarse.
Capitán del Ejército, en el exilió se lo conoció no obstante como «el mayor» por un supuesto ascenso no confirmado a este grado en julio de 1919.

## Actividad paramilitar en Austria
Parece ser que pasó primero a Hungría, antes de trasladarse a Austria. Reapareció en el invierno de 1920 en el Tirol con nombre falso. El Gobierno provincial le otorgó el permiso para residir en el territorio y fijó su residencia en el pueblo de Mieming. Persona clave en la organización de la Heimwehr de la región, pasó a ser su jefe de Estado Mayor oficialmente el 1 de mayo de 1922. Entre 1921 y 1927, se entregó a la organización de la formación, que era la mejor adiestrada y armada de todas las del país. Organizador brillante, industrioso e inclinado a las maquinaciones,  allanó los contactos de la Heimwehr con las fuerzas reaccionarias alemanas. Uno de sus principales contactos era el ministro de Asuntos Exteriores alemán Gustav Stresemann, de cuyo ministerio recibió un sueldo, como espía que debía informar sobre la situación en Austria a partir de 1923. Además de sus contactos en Alemania, Pabst se relacionó con los fascistas italianos.
Antidemócrata y antisocialista, Pabst deseaba emplear a la Heimwehr para eliminar el poder político de los socialistas antes de la esperada unión del país con Alemania. Para lograrlo, trató de unificar las diversas unidades regionales y someterlas al mando de Steidle, infiltrar personas de su confianza en las fuerzas de seguridad del Estado para que no pudiesen impedir un golpe de Estado y reforzar las unidades en las zonas de mayor apoyo socialista. Su influencia y rigor causaron en la formación. En enero de 1924 los descontentos trataron de que se le relevase de sus cargos, pero el apoyo de Steidle y del grueso de los miembros de la Heimwehr tirolesa le permitieron continuar como jefe del Estado Mayor de la formación. Mantuvo una considerable influencia en la Heimwehr, tanto en su sección tirolesa como a nivel nacional, hasta 1929. Ese año, el Gobierno alemán trató infructuosamente de privarle de su pensión, alegando que ya no tenía la nacionalidad germana.
El 4 de junio de 1930 fue arrestado por sorpresa en Viena y deportado de inmediato. El Gobierno impidió con esta maniobra que obtuviese la nacionalidad, que hubiese conseguido de haber permanecido unos pocos días más en territorio austriaco, cuando hubiese cumplido diez años de residencia en el país. Su marcha agudizó las disputas intestinas en la Heimwehr.